# Canton de Valence-I
Le canton de Valence-I est un ancien canton situé dans la Drôme, dans l'arrondissement de Valence.

## Composition
Il était composé de la commune suivante :
| Communes                                           | Population (2011) | Code postal | Code Insee |
| -------------------------------------------------- | ----------------- | ----------- | ---------- |
| Valence (chef-lieu du canton), fraction de commune | 17080             | 26000       | 26362      |

Quartiers de Valence inclus dans le canton :
- Centre-ville
- Basse ville
- Faventines
- Calvaire-Hugo
- Les Alpes
- Vieux Valence

## Administration
Conseillers généraux de l'ancien canton de Valence 
| Période | Période | Identité      | Étiquette | Qualité                                                                                     |
| ------- | ------- | ------------- | --------- | ------------------------------------------------------------------------------------------- |
| 1919    | 1928    | Henri Perdrix | Rad.      | Entrepreneur Maire de Valence (1919-1935) Sénateur (1920-1945) Président du Conseil Général |
| 1928    | 1934    | Paul Ferlay   | SFIO      | Représentant de commerce                                                                    |
| 1934    | 1940    | Jules Moch    | SFIO      | Député de la Drôme (1928-1936) Ministre (mars-avril 1938)                                   |
| 1945    | 1951    | Jean Perdrix  | Rad.      |                                                                                             |
| 1951    | 1958    | Mme Monier    | PCF       |                                                                                             |
| 1958    | 1964    | Jean Perdrix  | Rad.      | Maire de Valence (1957-1971)                                                                |

Conseillers généraux de l'ancien canton de Valence-Nord (créé en 1964)
| Période | Période | Identité             | Étiquette | Qualité                                         |
| ------- | ------- | -------------------- | --------- | ----------------------------------------------- |
| 1964    | 1970    | Jean Perdrix         | Rad.      | Maire de Valence (1957-1971)                    |
| 1970    | 1973    | Roger Ribadeau-Dumas | UDR       | Député (1962-1978) Maire de Valence (1971-1977) |

Conseillers généraux de l'ancien canton de Valence-Sud (créé en 1964)
| Période | Période | Identité         | Étiquette | Qualité                                 |
| ------- | ------- | ---------------- | --------- | --------------------------------------- |
| 1964    | 1973    | Gabriel Coullaud | PCF       | Maire de Portes-lès-Valence (1946-1978) |

Canton de Valence I
| Période | Période | Identité             | Étiquette    | Qualité                                                                                               |
| ------- | ------- | -------------------- | ------------ | --- |
| 1973    | 1976    | Roger Ribadeau-Dumas | UDR          | Député (1962-1978) Maire de Valence (1971-1977)                                                       |
| 1976    | 1982    | M. Dragon            | PS           | |
| 1982    | 1994    | Régis Parent         | RPR          | Député (1986-1988)                                                                                    |
| 1994    | 2008    | Jacques Bonnemayre   | RPR puis UMP | Adjoint au maire de Valence                                                                           |
| 2008    | 2009    | Michèle Rivasi       | Verts        | Ancienne députée de la Drôme (1997-2002) Adjointe au maire de Valence, députée européenne depuis 2009 |
| 2009    | 2015    | Patrick Royannez     | Verts        | Adjoint au maire de Valence Vice-Président du Conseil Général                                         |

## Démographie
| 1975 | 1982 | 1990   | 1999   | 2006   | 2011   |
| ---- | ---- | ------ | ------ | ------ | ------ |
| -    | -    | 15 755 | 16 732 | 17 803 | 17 080 |